# Andes largipennis
Andes largipennis är en insektsart som beskrevs av Van Stalle 1986. Andes largipennis ingår i släktet Andes och familjen kilstritar. Inga underarter finns listade i Catalogue of Life.